# Гужва, Николай Матвеевич
Николай Матвеевич Гужва — советский хозяйственный, государственный и политический деятель.

## Биография
Родился в семье рабочего Харьковского тракторного завода Матвея Гужвы, погибшего на фронтах Великой Отечественной войны.
С 1947 года учился в Харьковском специальном ремесленном училище № 4. После окончания училища работал фрезеровщиком и строгальщиком ремонтно-инструментальной мастерской Харьковского моторостроительного завода «Серп и Молот».
Служил в Советской Армии. После демобилизации вернулся работать на завод «Серп и Молот».
С 1950-х годов — слесарь второго механосборочного цеха Харьковского моторостроительного завода «Серп и Молот» Харьковской области. Работал слесарем по ремонту и отладке устройств и оснастки на автоматических линиях. Окончил вечернюю школу рабочей молодежи.
Член КПСС.
В 1968 году заочно окончил Харьковский политехнический институт.
В 1968—1974 — секретарь парткома завода «Серп и Молот», заведующий промышленно-транспортным отделом Харьковского горкома КП Украины.
В 1974—1990 — первый секретарь Московского райкома КП Украины города Харькова.
Депутат Верховного Совета Украинской ССР 7-го созыва. Делегат XXIII съезда КПСС и XIX партконференции.
Жил в Харькове.

## Награды
- Орден Знак Почёта (1966, 25.08.1971, 10.03.1981, 17.07.1986)